# 布登海姆
布登海姆是德国莱茵兰-普法尔茨州的一个市镇。总面积10.61平方公里，总人口8529人，其中男性4204人，女性4325人（2011年12月31日），人口密度804人/平方公里。